# Айтматов, Торекул
Тореку́л (Тюрякул) Айтма́тович Айтма́тов (кирг. Төрөкул Айтмат уулу Айтматов; 1903, Шекер, Сырдарьинская область — 5 ноября 1938, Чон-Таш, Ворошиловский район) — советский партийный и государственный деятель, 2-й секретарь ЦК Коммунистической партии Киргизии, народный комиссар торговли Киргизской АССР.

## Биография
Родился в 1903 году в ауле № 5 (ныне — в Айтматовский район Таласской области) в киргизской семье. В 1928 г. учился в Аулие-Атинском реальном училище. В 1920—1921 гг. работал секретарём исполнительного комитета Кукурьевского волостного Совета (Туркестанская АССР). В 1921 г. поступил в Ташкентскую партийную школу, в том же году направлен в Москву, где в 1921—1925 гг. учился в Коммунистическом университете трудящихся Востока. В 1925 г. вступил в РКП(б).
С 1925 г. работал в агитационно-пропагандистском отделе Областного комитета РКП(б) Киргизской автономной области: инструктор, заместитель заведующего, заведующий отделом (с ноября 1925 г.). С мая 1926 г. — ответственный секретарь кантонного комитета ВКП(б): Каракольского, с марта 1927 г. — Джала-Абадского (Киргизская АССР). В 1929 г. (до ноября) — народный комиссар торговли Киргизской АССР.
С ноября 1929 по апрель 1931 года — председатель Центрального Совета народного хозяйства Киргизской АССР, затем (до сентября 1933 г.) — ответственный секретарь, 1-й секретарь Араван-Буринского районного комитета ВКП(б) (Киргизская АССР). С сентября 1933 по 1935 г. — 2-й секретарь Киргизского областного комитета ВКП(б). С 1935 г. учился в Институте Красной профессуры в Москве.
15 сентября 1937 года Бюро ЦК КП Киргизской ССР постановило «просить ЦК ВКП(б) откомандировать с учёбы в Институте красной профессуры националиста Айтматова в распоряжение ЦК КПК для разрешения вопроса о его партийности»; был арестован в Москве и этапирован во Фрунзе. 5 ноября 1938 года расстрелян.
Реабилитирован в 1958 году.
Останки 137 кыргызстанцев 19 национальностей, расстрелянных в Чон-Таше в ноябре 1938, были выявлены в 1991 году и 30 августа 1991 года перезахоронены с государственными почестями в Мемориальном комплексе жертвам репрессий «Ата-Бейит» («Кладбище отцов») в селе Чон-Таш, в 100 м от раскопок.

## Семья
Жена (с 3 сентября 1925) — Нагима Хамзиевна Абдувалиева (7 декабря 1904 — 10 августа 1971), дочь казанского купца 1-й гильдии. Татарка по национальности.
Дети:
- Чингиз (1928—2008) — киргизский писатель, Герой Киргизской Республики (1997), Герой Социалистического Труда (1978);
- Ильгиз (1931 — 2024) — учёный, лауреат Государственной премии СССР (1989);
- Рева (15.12.1934 — 1935);
- Люция (15.12.1934 — 1997) — инженер-энергетик;
- Розетта (род. 1937) — кандидат физико-математических наук, доцент, Заслуженный работник образования Киргизской Республики, проректор педагогического института, деятель киргизского женского движения.

Чингиз Айтматов долго искал могилу отца и смог найти лишь в 1990-х годах; завещал похоронить себя рядом с отцом.